# Mullvaden (film)
Mullvaden (engelska: The Whistle Blower) är en brittisk långfilm från 1986 i regi av Simon Langton, med Michael Caine, James Fox, Nigel Havers och John Gielgud i rollerna.

## Handling
Robert Jones (Nigel Havers) arbetar som rysk översättare åt den brittiska staten. Flera av hans kollegor dör under mystiska omständigheter och han börjar misstänka att säkerhetstjänsten håller på att röja undan misstänkta dubbelagenter. Robert berättar om hela affären för sin far Frank Jones (Michael Caine) och han överväger också att berätta för allmänheten vad som pågår. När Robert själv dör i en olycka måste Frank bestämma sig vad han ska göra.

## Rollista
| Michael Caine   | – Frank Jones         |
| James Fox       | – Lord                |
| Nigel Havers    | – Robert 'Bob' Jones  |
| John Gielgud    | – Sir Adrian Chapple  |
| Felicity Dean   | – Cynthia Goodburn    |
| Barry Foster    | – Charles Greig       |
| Gordon Jackson  | – Bruce               |
| Kenneth Colley  | – Bill Pickett        |
| David Langton   | – Government Minister |
| Dinah Stabb     | – Rose                |
| James Simmons   | – Mark                |
| Katherine Reeve | – Tiffany             |
| Bill Wallis     | – Dodgson             |
| Trevor Cooper   | – Inspector Bourne    |
| Peter Miles     | – Stephen Kedge       |